# Лєнцов Олександр Іванович
Олекса́ндр Іва́нович Лєнцо́в (рос. Ленцов Александр Иванович, нар. 20 грудня 1956, Холмська, Абінський район, Краснодарський край, РРФСР) — радянський та російський військовик, генерал-полковник, заступник командувача Сухопутними військами ЗС Російської Федерації. Учасник війни в Афганістані, Першої та Другої чеченських воєн. Кавалер ордена «За заслуги перед Вітчизною» IV ст., ордена Мужності, ордена «За військові заслуги», ордена Червоної Зірки, ордена «За службу Батьківщині в Збройних Силах СРСР» II та III ст. Офіцер Легіона Заслуг (США). У 2014 та 2015 роках координував бойові дії на тимчасово окупованих територіях сходу України на посаді прикриття керівника групи ЗС РФ у складі Спільного центру контролю та координації припинення вогню та стабілізації лінії розмежування сторін.

## Життєпис
У 1978 році закінчив Рязанське вище повітряно-десантне командне училище і розпочав службу на посаді командира взводу 80-ї окремої розвідувальної роти 103-ї повітряно-десантної дивізії.
Наприкінці 1979 року прибув для проходження військової служби до Демократичної Республіки Афганістан.
З 1980 по 1982 рік — інструктор з повітряно-десантної підготовки, а згодом і командир 80-ї окремої розвідроти. За два роки керування розвідгрупою не втратив жодного бійця та виконав низку вкрай важливих завдань. У 1982 році призначений на посаду командира розвідувальної роти 234-го парашутно-десантного полку. Протягом 1982–1983 років — начальник штабу парашутно-десантного батальйону 234-го пдп.
У 1983 році призначений на посаду командира батальйону 234-го парашутно-десантного полку, функції якого виконував протягом трьох років, після чого вступив до Військової академії імені Фрунзе, диплом якої отримав у 1989 році. Протягом 1989–1990 років — начальник штабу 137-го парашутно-десантного полку. З 1990 по 1993 рік — командир 331-го гвардійського парашутно-десантного полку.
У 1993 році розпочав службу на посаді заступника командира 98-ї повітряно-десантної дивізії, три роки потому обійняв посаду командира цього ж підрозділу, де й прослужив аж до 2009 року. У березні 2000 року був замішаний у скандальній загибелі 6-ї роти в Аргунській ущелині під час Другої чеченської війни. За деякими даними чеченські повстанці на чолі з Хаттабом заплатили півмільйону доларів за безперешкодний прохід через ущелину, однак на їх шляху опинилися бійці 6-ї роти 104-го полку повітряно-десантних військ, що не входило ні в плани чеченців, ні в плани керівництва російської армії. Більшість десантників було знищено при мовчазному спостереженні командування. У розпорядженні Олександра Лєнцова, що очолював підрозділи ПДВ РФ на Кавказі, була далекобійна артилерія та БМ-21 «Град», однак жодного залпу в підтримку 6-ї роти так і не пролунало, хоча висота, на якій відбувався бій, знаходилася у зоні їх досяжності.
5 серпня 2009 року Олександра Лєнцова було призначено заступником командуючого Повітряно-десантних військ ЗС РФ, а 13 грудня 2011 року присвоєно військове звання генерал-лейтенанта.
31 липня 2013 року указом Президента Росії Володимира Путіна Лєнцов призначений на посаду заступника головнокомандуючого Сухопутними військами ЗС РФ.
13 грудня 2014 року Олександру Лєнцову указом Президента РФ було надано військове звання генерал-полковника
Одружений, має сина.

### Війна на сході України
Під час бойових дій на сході України, приїжджав на територію Донецької області для ведення переговорів щодо припинення вогню, як офіційний представник від РФ, незважаючи на те, що Російська Федерація вперто заперечувала участь власних збройних сил у конфлікті. Наприкінці вересня 2014 року в Горлівці було створено робочу групу Спільного центру з контролю та координації питань про припинення вогню та поетапної стабілізації лінії розмежування сторін, до складу якої увійшов і Лєнцов. У середині листопада російський генерал перебував у будівлі мерії міста Дебальцевого, а на початку грудня вів переговори з представником ЗС України генерал-лейтенантом Аскаровим, результатом яких стало рішення про припинення вогню 9 грудня о 9-й годині ранку.
18 лютого 2015 року в мережі з'явився відеозапис, який зроблено тележурналістами російських Першого каналу та LifeNews. В сюжеті був показана людина схожа на заступника командувача Сухопутними військами ЗС Російської Федерації генерал-полковника Олександра Лєнцова в громадянському вбранні у ролі одного з командирів «народної міліції» так званої ЛНР. Однак згодом журналісти «Нової газети» виступили зі спростуванням раніше надрукованної їми інформації, по шраму на обличчі вони визначили, що героєм зазначеного відео виявився не генерал Ленцов, а колишній полковник російської армії Наіль Нуруллін з міста Бузулук Оренбурзької області.
У березні місяці війшов відеоролік на якому Лєнцо́в дав прес конфіренцію журналістам на тему припинення вогню, перебуваючи у формі ЗС РФ, як офіційний представник РФ[джерело?].
24 березня 2015 року повідомлялося, що Олександр Лєнцов потрапив під обстріл неподалік Широкиного, а 24 травня — у Майорську під Горлівкою.
10 серпня 2015 ЗМІ повідомили, що Генеральний штаб Збройних сил України припускає, що Олександр Лєнцов може займатись координацією дій російських бойовиків в окремих районах Луганської та Донецької областей. Штаб АТО пов'язує приїзд Лєнцова до Донбасу на початку серпня з загостренням ситуації на лінії зіткнення.
Згідно з даними Служби безпеки України, під час координації дій 1-го та 2-го армійських корпусів російських окупаційних сил на сході України, Олександр Лєнцов діяв під керівництвом Генерального штабу Збройних сил РФ та генерала армії Герасимова Валерія Васильовича та у взаємодії з командуванням Південним військовим округом ЗС РФ і генерал-полковником Галкіним Олександром Вікторовичем, 12-им командуванням резерву Південного військового округу ЗС РФ і генерал-полковником Сердюковим Андрієм Миколайовичем.
У вересні 2015 року Олександр Лєнцов був включений до санкційного списку (номер 135 у списку) запровадженого Україною у відповідь на російську збройну агресію.

## Нагороди
Російська Федерація
- Орден «За заслуги перед Вітчизною» IV ст.
- Орден Мужності
- Орден «За військові заслуги»
- Медаль «Генерал армії Маргелов»
- Медаль «200 років Міністерству оборони»

СРСР
- Орден Червоної Зірки
- Орден «За службу Батьківщині в Збройних Силах СРСР» II ст.
- Орден «За службу Батьківщині в Збройних Силах СРСР» III ст.
- Медаль «70 років Збройних Сил СРСР»
- Медаль «За бездоганну службу» (СРСР) I ст.
- Медаль «За бездоганну службу» (СРСР) II ст.
- Медаль «За бездоганну службу» (СРСР) III ст.

Нагороди іноземних держав
- Офіцер Легіона Заслуг (США)

## Санкції
Лєнцов Олександр Іванович є безпосереднім учасником, відповідальним за вторгнення російських військових в Україну.
2 травня 2018 року доданий до санкційного списку України.